# 天心流
天心流（てんしんりゅう）は、寛永年間に時沢弥兵衛が創流した流派。

現在は失伝しており、内容に関しては不明である。

時沢弥兵衛は柳生宗矩に新陰流を学び、後に天心流を編みだす。

三日月藩、福本藩にも伝わり、三日月藩では藩校・廣業館にて指導されていた。

## 天心流兵法との関係性
天心流兵法と名乗る団体が天心流の継承を自称しているが、口伝のみの主張で信頼できる証拠と関係性を証明できるものが一切なく、他の歴史的資料と整合性が取れず、無関係である。

詳しくは天心流兵法及びノート:天心流参照。